# 朱融燓
永福恭靖王朱融燓（16世纪—1580年代），明朝韩藩永福端僖王朱旭㮖的庶次子。
初封镇国将军。嘉靖三十年（1551年）十二月，明世宗遣成安伯郭應乾等為正使，持節，翰林院修撰沈坤等為副使，捧冊，封朱融燓為永福王。嘉靖三十九年（1560年）十月，遣豐城侯李儒等為正使，尚寶司司丞李先芳等為副使，持節冊封朱融燓的夫人趙氏為永福王妃。
朱融燓薨年待考，仅知万历十六年（1588年）其庶长子朱谟塇以镇国将军袭封。
《明史》載朱融燓萬曆十六年以鎮國將軍襲封，万历三十九年（1612年）因越關革爵除国，皆为朱谟塇事的误记。